# Harry Chérrez
Harry Chérrez (Guayaquil, Ecuador, 17 de agosto de 1991) es un futbolista ecuatoriano. Juega de defensa y su equipo actual es el Manta FC de la Serie B de Ecuador. es hermano de Kevin Chérrez.

## Trayectoria
Se inició en el Barcelona SC jugando en las categorías sub-17 y sub-18. En el 2010 pasa al Manta FC donde jugó en las reservas y pudo debutar en primera.
En las últimas fechas del 2014 el Manta FC a base de los malos resultados se vio obligado a pelear el descenso donde luchó hasta la última fecha para quedarse en Primera pero desafortunadamente no lo logró y descendió en la última fecha del Campeonato Ecuatoriano de Fútbol.
Desde la salida de Efren Mera y Miller Castillo ha sido el encargado de cobrar penaltis y tiros libres donde ha marcado 3 de 3 penaltis y 1 de 1 tibo libres directos, y se ha consolidado en la línea de tres del profe Mayorga.

## Clubes
| Club                   | País    | Año           | Partidos | Goles |
| ---------------------- | ------- | ------------- | -------- | ----- |
| Barcelona SC (Reserva) | Ecuador | 2008-2010     | 49       | 2     |
| Manta FC               | Ecuador | 2010-presente | 41       | 6     |